# سرجو کاستلیتو
سرجیو کاستلیتو (به ایتالیایی: Sergio Castellitto)(زاده ۱۸ اوت ۱۹۵۳) بازیگر ایتالیایی است.

## بخشی از نقش‌آفرینی‌ها
- امشب در منزل آلیس
- ستاره‌ساز
- سرگذشت نارنیا: شاهزاده کاسپین
- پادره پیو: مرد کرامات
- نمی‌توانی به‌تنهایی خود را نجات دهی
- سوءتفاهم‌های جزئی
- دوبار زاده شد
- تحت درمان
- حرکت نکن
- ترس و عشق
- روسینی! روسینی!